# Symmachia virgatula
Symmachia virgatula is een vlindersoort uit de familie van de prachtvlinders (Riodinidae), onderfamilie Riodininae.
Symmachia virgatula werd in 1910 beschreven door Stichel.